# Murici Futebol Clube
Maillots
Dernière mise à jour : 13 février 2012.
Le Murici Futebol Clube est un club brésilien de football basé à Murici dans l'État de l'Alagoas.

## Palmarès
- Championnat de l'État de l'Alagoas (1) :
  - Champion : 2010